# Hirtodrosophila thoracis
Hirtodrosophila thoracis är en tvåvingeart som först beskrevs av Samuel Wendell Williston  1896.  Hirtodrosophila thoracis ingår i släktet Hirtodrosophila och familjen daggflugor. Inga underarter finns listade i Catalogue of Life.